# Rio Preto (bairro de Fundão)
Rio Preto é um bairro do distrito de Praia Grande, no municípiobrasileiro de Fundão, estado do Espírito Santo.